# (38541) Rustichelli
(38541) Rustichelli est un astéroïde de la ceinture principale.

## Description
(38541) Rustichelli est un astéroïde de la ceinture principale. Il fut découvert le 7 novembre 1999 à Cavezzo par l'observatoire Cavezzo. Il présente une orbite caractérisée par un demi-grand axe de 3,14 UA, une excentricité de 0,15 et une inclinaison de 4,0° par rapport à l'écliptique.

## Compléments